# Saint-Seurin-de-Cursac
Saint-Seurin-de-Cursac es una población y comuna francesa del departamento de Gironda en la región de Nueva Aquitania.

## Geografía
Se encuentra en el Blayais. Produce vino clasificado dentro de la AOC Blaye.

## Demografía
| 335 | 338 | 335 | 712 | 738 | 761 | 685 |
| Para los censos de 1962 a 1999 la población legal corresponde a la población sin duplicidades (Fuente: INSEE [Consultar]) |     |     |     |     |     |     |